# Виборчий округ 152
Виборчий округ 152 — виборчий округ в Рівненській області. В сучасному вигляді був утворений 28 квітня 2012 постановою ЦВК №82 (до цього моменту існувала інша система виборчих округів). Окружна виборча комісія цього округу розташовується в адміністративній будівлі за адресою м. Рівне, вул. Шевченка, 45.
До складу округу входить частина міста Рівне (окрім територій прилеглих до вулиць Гагаріна, Князя Романа та Фабрична). Виборчий округ 152 оточений округом 153 з усіх сторін, тобто є анклавом. Виборчий округ №152 складається з виборчих дільниць під номерами 560901-560913, 560915-560974, 560984-561007, 561011 та 561013.

## Народні депутати від округу
| Ім'я                              | Фото | Партія       | Скликання | Дата набуття повноважень | Дата припинення повноважень |
| --------------------------------- | ---- | ------------ | --------- | ------------------------ | --------------------------- |
| Ковальчук Олександр Володимирович |      | Слуга народу | 9-те      | 29 серпня 2019           |                             |
| Осуховський Олег Іванович         |      | Свобода      | 8-ме      | 27 листопада 2014        | 29 серпня 2019              |
| Осуховський Олег Іванович         |      | Свобода      | 7-ме      | 12 грудня 2012           | 27 листопада 2014           |

## Результати виборів

### Парламентські

#### 2019
Кандидати-мажоритарники:
- Ковальчук Олександр Володимирович (Слуга народу)
- Осуховський Олег Іванович (Свобода)
- Курсик Олександр Васильович (Батьківщина)
- Бляшин Микола Степанович (самовисування)
- Муляренко Олексій Віталійович (самовисування)
- Євтушенко Святослав Ігорович (самовисування)
- Коваль Роман Ярославович (самовисування)
- Ніколайчук Микола Віталійович (Опозиційна платформа — За життя)
- Стасюк Роман Павлович (Радикальна партія)
- Марков Роман Сергійович (Сила і честь)
- Кириллов Михайло Михайлович (самовисування)
- Алексійчук Роман Васильович (самовисування)
- Коршунова Людмила Сергіївна (Опозиційний блок)
- Левчик Руслан Васильович (Разом сила)

#### 2014
Кандидати-мажоритарники:
- Осуховський Олег Іванович (Свобода)
- Якимець Дмитро Анатолійович (Народний фронт)
- Червонюк Олег Казимирович (самовисування)
- Капінос Микола Михайлович (Батьківщина)
- Коваль Роман Ярославович (Правий сектор)
- Євтушенко Святослав Ігорович (самовисування)
- Бляшин Микола Степанович (самовисування)
- Лащук Олександр Іванович (Радикальна партія)
- Собчук Юрій Антонович (Сильна Україна)
- Ліщеновський Іван Андрійович (Комуністична партія України)
- Лебеденкова Вікторія Юріївна (Опозиційний блок)
- Карауш Андрій Петрович (самовисування)
- Прокопчук Юрій Володимирович (самовисування)
- Гранітний Ярослав Сергійович (самовисування)
- Павлюк Вадим Степанович (самовисування)
- Пантюхов Олександр Анатолійович (Воля)
- Сосюк Юрій Павлович (самовисування)

#### 2012
Кандидати-мажоритарники:
- Осуховський Олег Іванович (Свобода)
- Червонюк Олег Казимирович (самовисування)
- Матчук Віктор Йосипович (самовисування)
- Хомко Володимир Євгенович (самовисування)
- Грицак Віталій Миколайович (самовисування)
- Шумелянко Микола Богданович (Комуністична партія України)
- Коваль Роман Ярославович (Українська народна партія)
- Поровський Микола Іванович (самовисування)
- Поліщук Олександр Петрович (Україна — Вперед!)
- Мартиросян Вілен Арутюнович (самовисування)
- Мартинов Олексій Юрійович (Соціалістична партія України)
- Кирилюк Валентин Володимирович (самовисування)
- Атаманчук Геннадій Андрійович (самовисування)

## Явка
Явка виборців на окрузі: